# بارك هيون سونغ
بارك هيون سونغ (بالكورية: 박현성؛ مواليد 4 نوفمبر 1995) هو مُقاتل فنون قتالية مختلطة من كوريا الجنوبية. يُنافس في فئة وزن الذبابة في يو إف سي.

## النشأة
ولد بارك في مقاطعة غيونغجو، كوريا الجنوبية في 4 نوفمبر 1995. بدأ التدريب في نادي إم إم إيه ستوري في سيول وشارك كمقاتل هاوٍ في العديد من رود إف سي في عام 2018. حصل بارك على لقب «راحة البال» (بالإنجليزية: Peace of Mind) بسبب سلوكه الهادئ في التدريب أو المنافسات.

## البطولات والإنجازات
- يو إف سي
  - أداء الليلة (مرة واحدة) ضد شانون روس[2]

## وصلات خارجية
لا توجد روابط لمواقع التواصل الاجتماعي.

- هذه المقالة لا تملك بيانات على ويكي بيانات